# Németh Pálné Parrag Julianna
Németh Pálné Parrag Julianna (Szekszárd, 1932. május 12. – 2024. október 21.) magyar hímzőasszony, a népművészet mestere.

## Élete
Jó ízléssel, kézügyességgel rendelkező, szépre-jóra tanító, meleg családi környezetben nevelkedett. Tanulmányait a szekszárdi református elemi iskolában kezdte. Már gyermekkorában érzékenyen hatottak rá a színek, a különböző textilek, később a művészi alkotások. Divattervezőnek készült, de a továbbtanulásra családi és egyéb okok miatt nem került sor. Korán férjhez ment, három gyermekét 10 évig otthon nevelte.
1963-ban lett a Tolna Megyei Népművészeti Tanácsadó munkatársa. Elvégezte a Népművelési Intézet által szervezett 3 éves díszítőművészeti szakkörvezetői tanfolyamot, s közben megbízták a megyei díszítőművészeti szakköri mozgalom irányításával is. 1970-1987-ig, nyugdíjba vonulásáig a Babits Mihály Művelődési Központ munkatársa, művészeti főelőadó, díszítőművészeti szakbizottságvezető. Az 1960-as évek közepétől napjainkig számos helyi, megyei kiállítás kezdeményezője, szervezője, rendezője, megyei és országos tanfolyamok előadója volt.
25 évig vezette a Megyei Díszítőművészeti stúdiót, több mint 35 éve a szekszárdi díszítőművészeti szakkört. 1971 óta tagja a Magyar Néprajzi Társaságnak, megalakulásától (1996) a Tolna Megyei Népművészeti Egyesületnek. 1970-ben népi iparművész, 1991-ben a Népművészet Mestere. Munkásságát Szekszárd város 1997-ben “Közjóért” kitüntetéssel, a Magyar Népművészeti Egyesületek Szövetsége 1998-ban a Király Zsiga-díjjal ismerte el.